# Andrea Andreozzi
Andrea Andreozzi (Macerata, 25 de agosto de 1968) é um bispo católico italiano, bispo de Fano-Fossombrone-Cagli-Pergola desde 3 de maio de 2023.

## Biografia
Natural de Montappone, nasceu em Macerata em 25 de agosto de 1968.

### Formação e Ministério Sacerdotal
Após frequentar o seminário arquiepiscopal de Fermo, foi ordenado sacerdote em 26 de outubro de 1996, na Catedral de Fermo, pelo Arcebispo Cleto Bellucci. Obteve a licenciatura em Ciências Bíblicas pelo Pontifício Instituto Bíblico e, posteriormente, o doutorado em Teologia Bíblica pela Pontifícia Universidade Gregoriana de Roma..
Foi vice-pároco de San Michele Arcangelo em Monte Urano (1996-2006). Desde 1996, leciona no Instituto Teológico das Marcas e no Instituto Superior de Ciências Religiosas SS. Alessandro e Filippo, em Fermo. De 2006 a 2007, foi vice-reitor do Almo Collegio Capranica; também lecionou Sagrada Escritura – Línguas Bíblicas no Instituto Teológico das Marcas e, desde 2020, é reitor do Pontifício Seminário Regional da Úmbria.

### Ministério Episcopal
Em 3 de maio de 2023, o Papa Francisco o nomeou Bispo de Fano-Fossombrone-Cagli-Pergola, aceitando a renúncia ao cuidado pastoral apresentada por seu antecessor, Armando Trasarti, ao atingir o limite de idade. Em 18 de junho, recebeu a ordenação episcopal na catedral de Fermo, do arcebispo de Fermo, Rocco Pennacchio, tendo como co-consagradores seu antecessor, Armando Trasarti, e o arcebispo de Spoleto-Norcia, Renato Boccardo. Em 9 de julho, tomou posse da diocese.